# Perleløg
Perleløg er en løgart, der dyrkes i køkkenhaver eller købes, og bruges i madlavning. Den er som andre løg sprød og skarp i smagen, men benyttes flittigt i syltning, hvor smagen ændres til sødlig, og kan derefter tilsættes mange retter. De kan oftest købes syltede på glas.
Planten adskiller sig fra andre løgarter, ved at sætte små sideløg, som netop er dem der høstes.